# Giralda

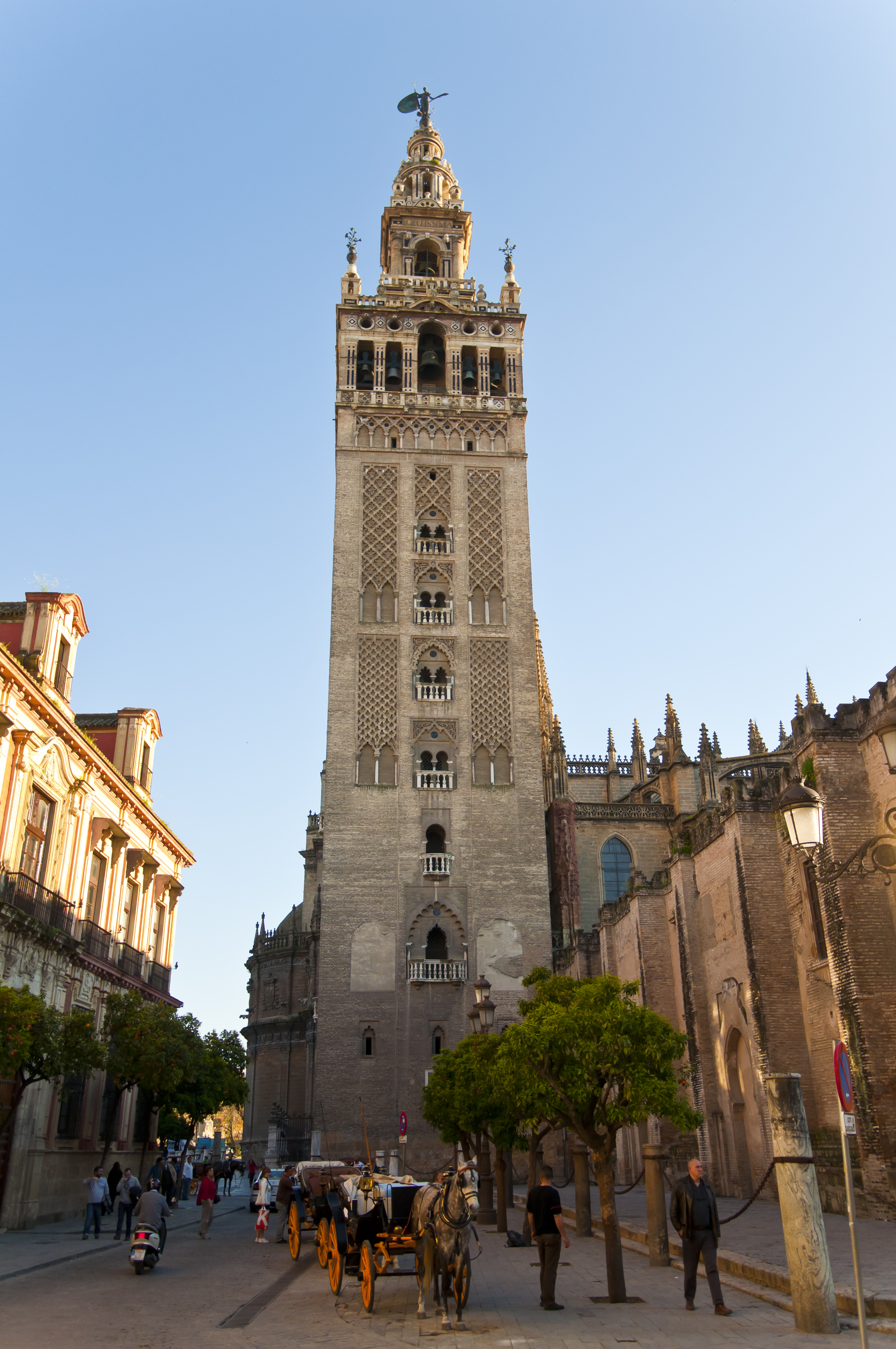
De Giralda

De Giralda, een toren in de Spaanse stad Sevilla, is door de Almohaden in 1184-1195 gebouwd en was toen de hoogste minaret ter wereld. De toren staat naast de kathedraal van Sevilla en de patio de los Naranjos. Tijdens de Reconquista en de verovering van Sevilla door de christenen in 1248 werd de aangrenzende moskee vanaf 1401 verbouwd tot kathedraal. De Giralda werd geïntegreerd als klokkentoren.

## Bouwgeschiedenis

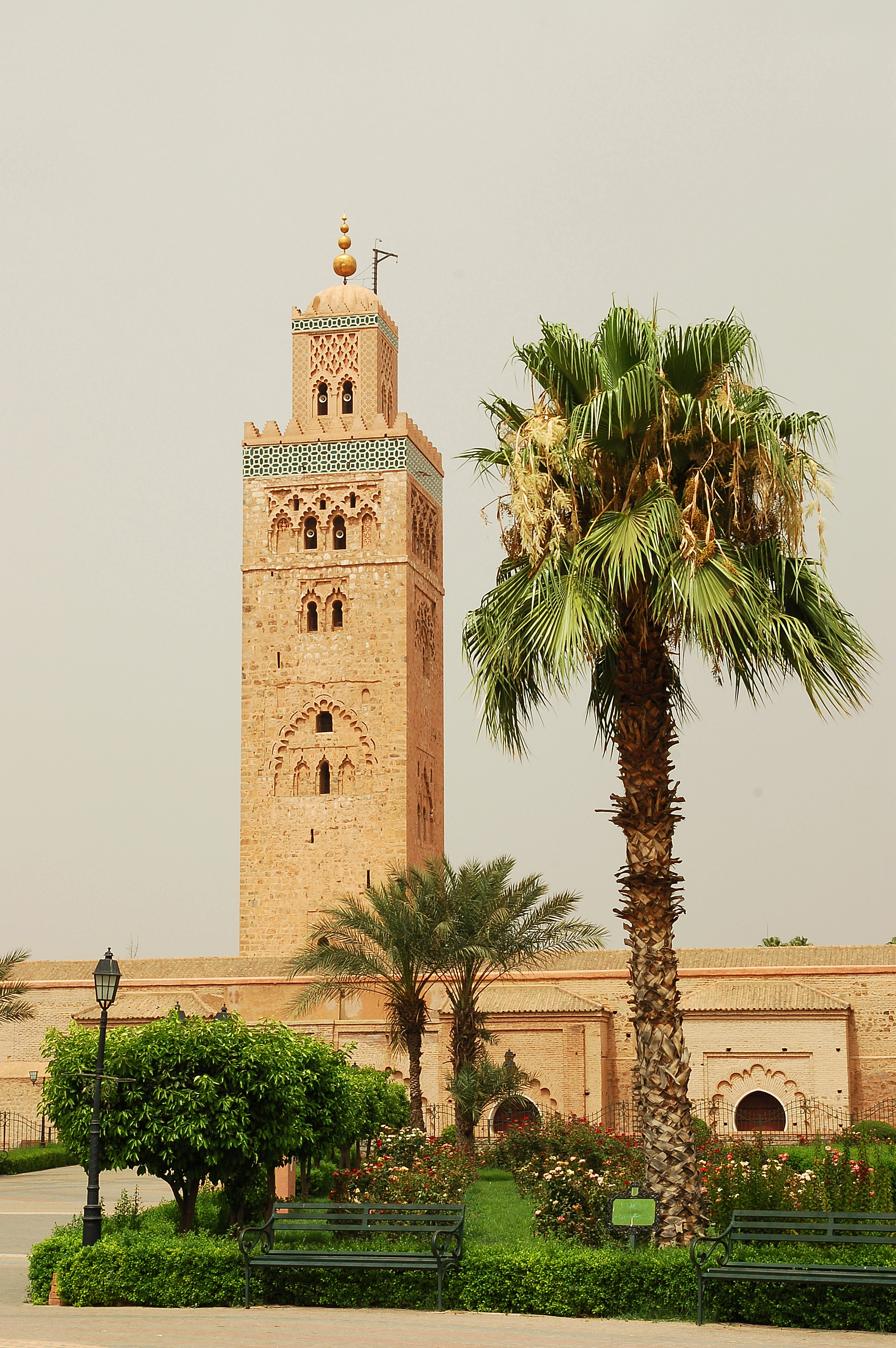
De minaret van de Koutoubia moskee in Marrakesh diende als voorbeeld voor de Giralda.

De constructie van de minaret begon in 1184 onder leiding van Ahmed Ben Baso en was in 1198 klaar. De Hassan Toren in Rabat en de toren van de Koutoubia-moskee in Marrakesh dienden als voorbeeld.
Oorspronkelijk was deze minaret, toen 76 m hoog, bekroond met vier grote gouden (of koperen) bollen waarvan men zei dat ze van op een afstand van 40 km te zien waren. De Giralda was zo belangrijk voor de moslims dat ze, bij de overgave van de stad, toelating vroegen om de toren af te breken. De Spaanse commandant antwoordde met een zin die bewaard is in de Spaanse geschiedenis: 
Als er maar één steen van de toren wordt weggenomen worden ze allemaal gedood.

De funderingen van de Giralda zitten tot 15 m diep in de bodem en het materiaal hiervoor was afkomstig van Romeinse ruïnes in Sevilla en Itálica. De toren is opgetrokken uit baksteen en als decoratie zijn er aan iedere muur vier grote panelen met sebkamotieven (figuren uit baksteen vervaardigd) aangebracht. Het midden van de muren is voorzien van lobvormige vensters die afgesloten zijn met Romeinse kolommen.
De toren verloor zijn oorspronkelijke bekroning bij een aardbeving in 1356. De bollen waren naar beneden gekomen en werden vervangen door een klok met erboven een kruis. Omdat Sevilla het alleenrecht had op de handel met het pas ontdekte Amerika ontwikkelde ze zich vanaf het begin van de 16e eeuw tot een der rijkste steden van het westen. De kerkelijke autoriteit besloot dan ook om de toren van een nieuwe top te voorzien en liet tussen 1558 en 1568 dit werk door Hernán Ruiz de Jonge in renaissancestijl uitvoeren.
In plaats van trappen is er een hellende gang die via 35 platforms naar de top voert en die door de muezzin, als hij de gelovigen vanaf de top van de toren tot gebed opriep, per paard beklommen kon worden.

## Giraldillo
Boven op de toren staat een vier meter hoog koperen beeld dat het Geloof voorstelt, bijgenaamd de Giraldillo. De echte naam van deze vrouwelijke figuur is: Triomf van het overwinnend geloof. Het beeld werd in 1568 geplaatst en in 1997 vervangen door een kopie in brons. Na de restauratie die 600.000 euro kostte werd het origineel teruggeplaatst en kreeg de kopie een plaats voor de zuidzijde van de kathedraal. Het beeld op de toren draait mee met de wind en heeft de toren zijn bijnaam gegeven (Giralda = windvaan). Het beeld weegt 2000 kg. De toren is, inclusief de Giraldillo, 97 m hoog.
In de toren hangen 25 klokken waarvan de oudste in 1400 werd gegoten.

## Justa en Rufina
Justa en Rufina zijn twee heiligen uit de 3e eeuw die in Spanje vereerd worden als martelaressen. Volgens de legende woonden zij in het stadsdeel Triana waar zij in hun levensonderhoud voorzagen door het bakken van aardewerk. Hun verering is vooral sterk in Sevilla. Volgens de traditie beschermden zij de Giralda tijdens de aardbeving van 1755 in Lissabon. Een aantal Spaanse schilders zoals Bartolomé Murillo en Francisco Zurbarán kozen dit als thema voor een van hun werken.

## Giralda's in de wereld
De architecten van de Ferry Building in San Francisco (VS), van de Wrigley Building in Chicago en van de Universiteitsbibliotheek in Leuven lieten zich inspireren door de Giralda. De torens in de Spaanse plaatsen Lebrija en Carmona worden Giraldillas genoemd.

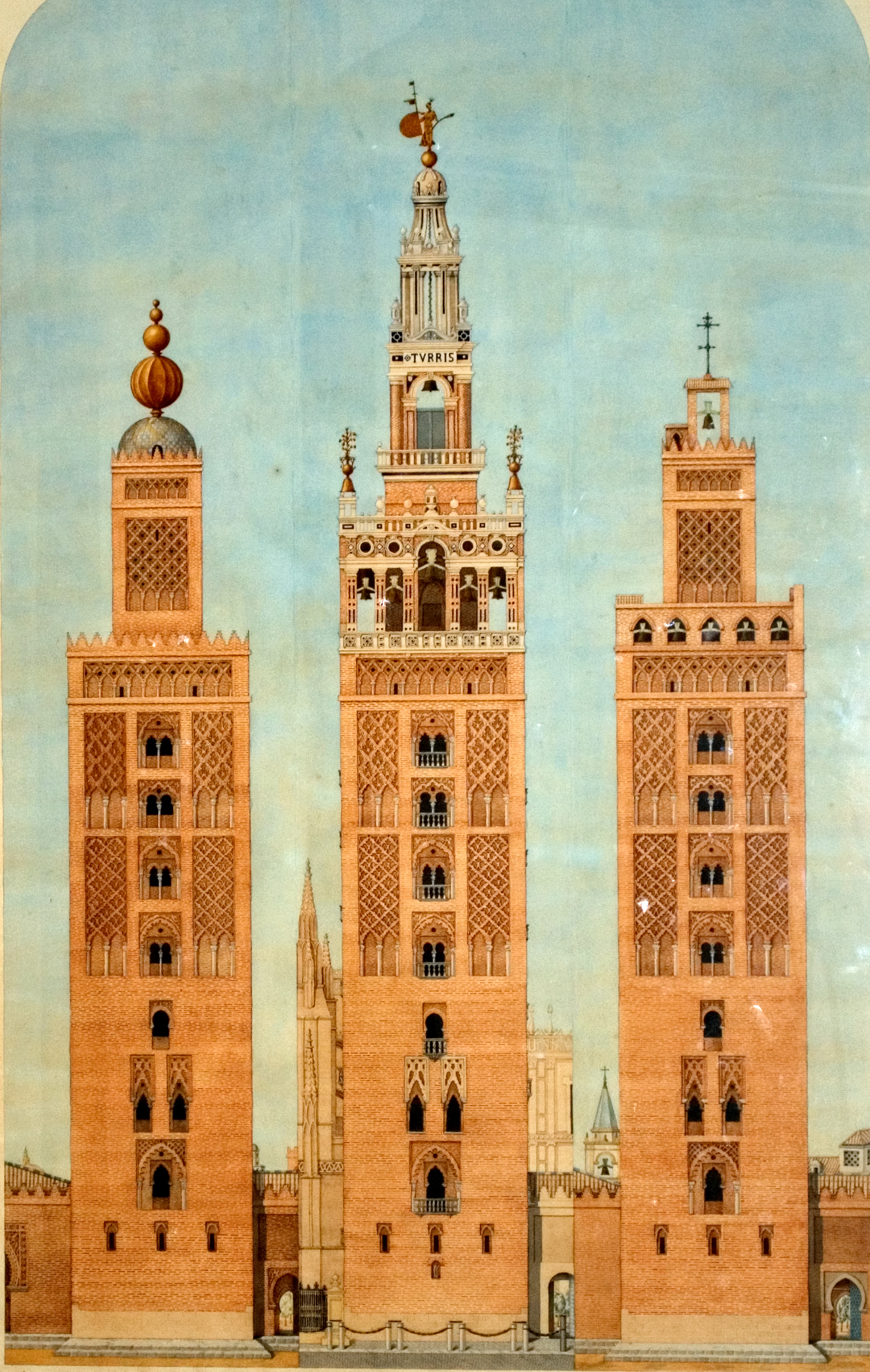
De Giralda en zijn verschijningsvormen: Almohad (links), middeleeuws (rechts), en renaissance (midden)
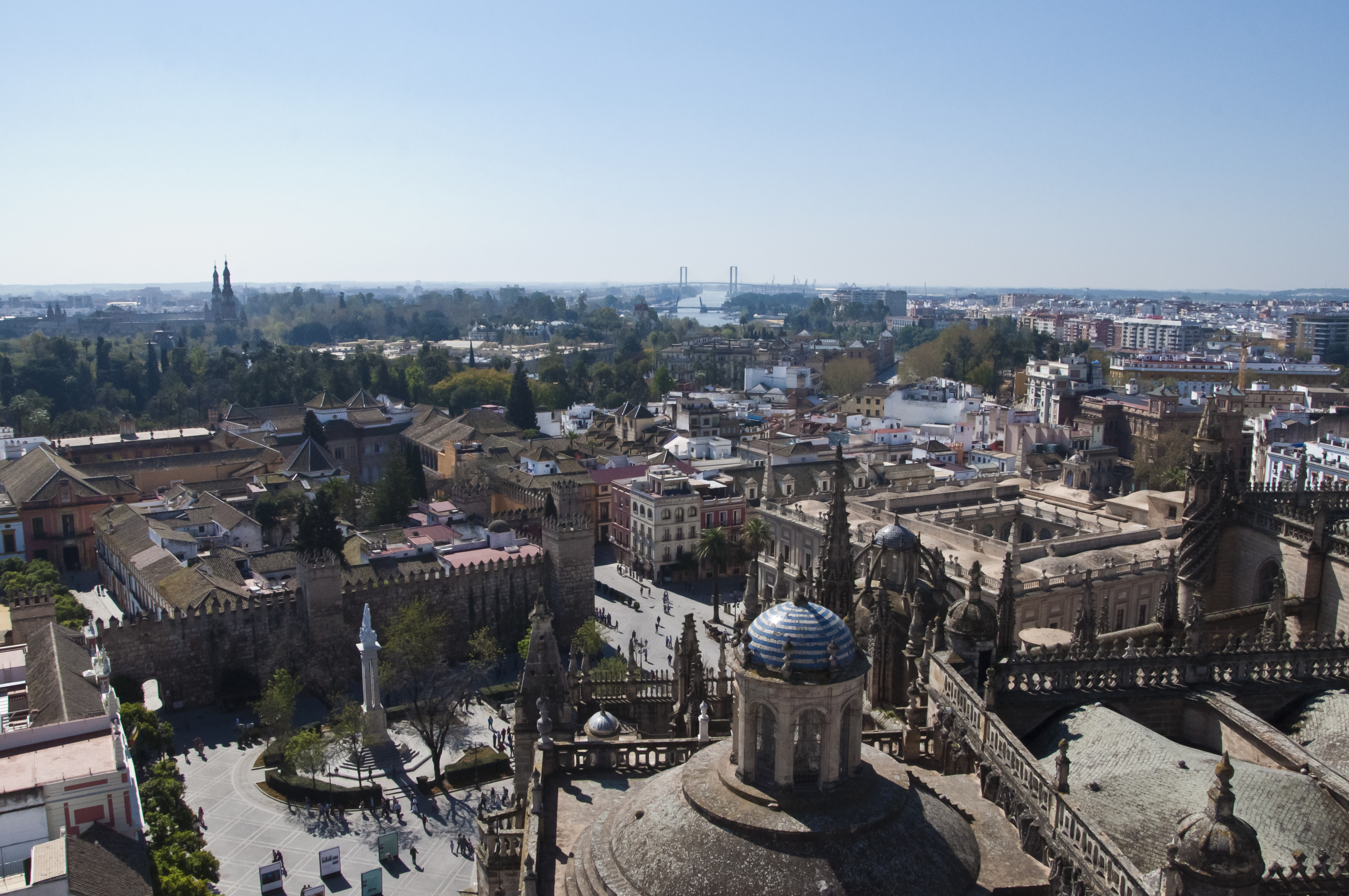
Vanaf de klokkentoren met de Plaza del Triunfo, het Alcázar, het Archivo General de Indias en de Guadalquivir
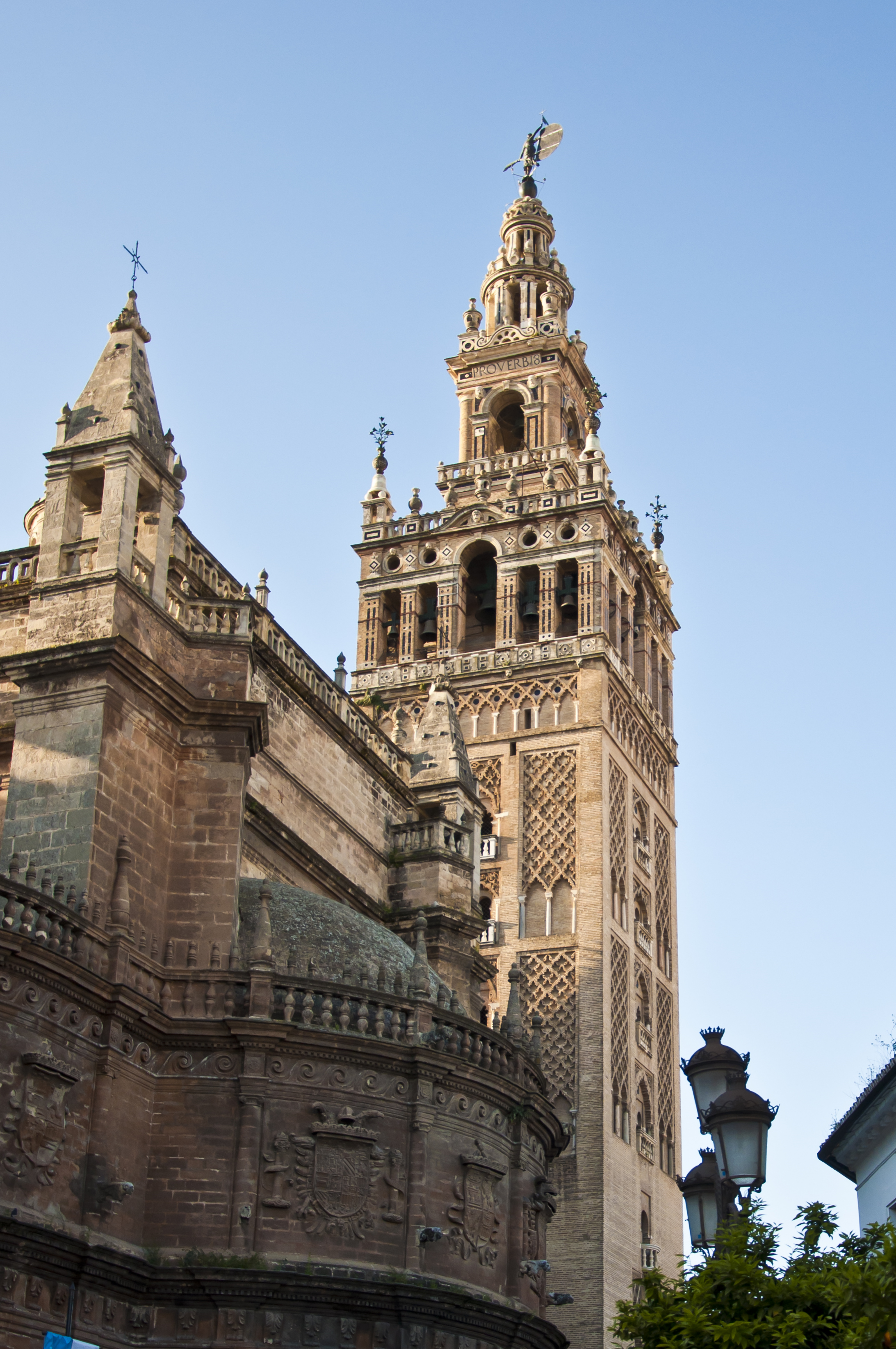
De Giralda met vooraan de kathedraal
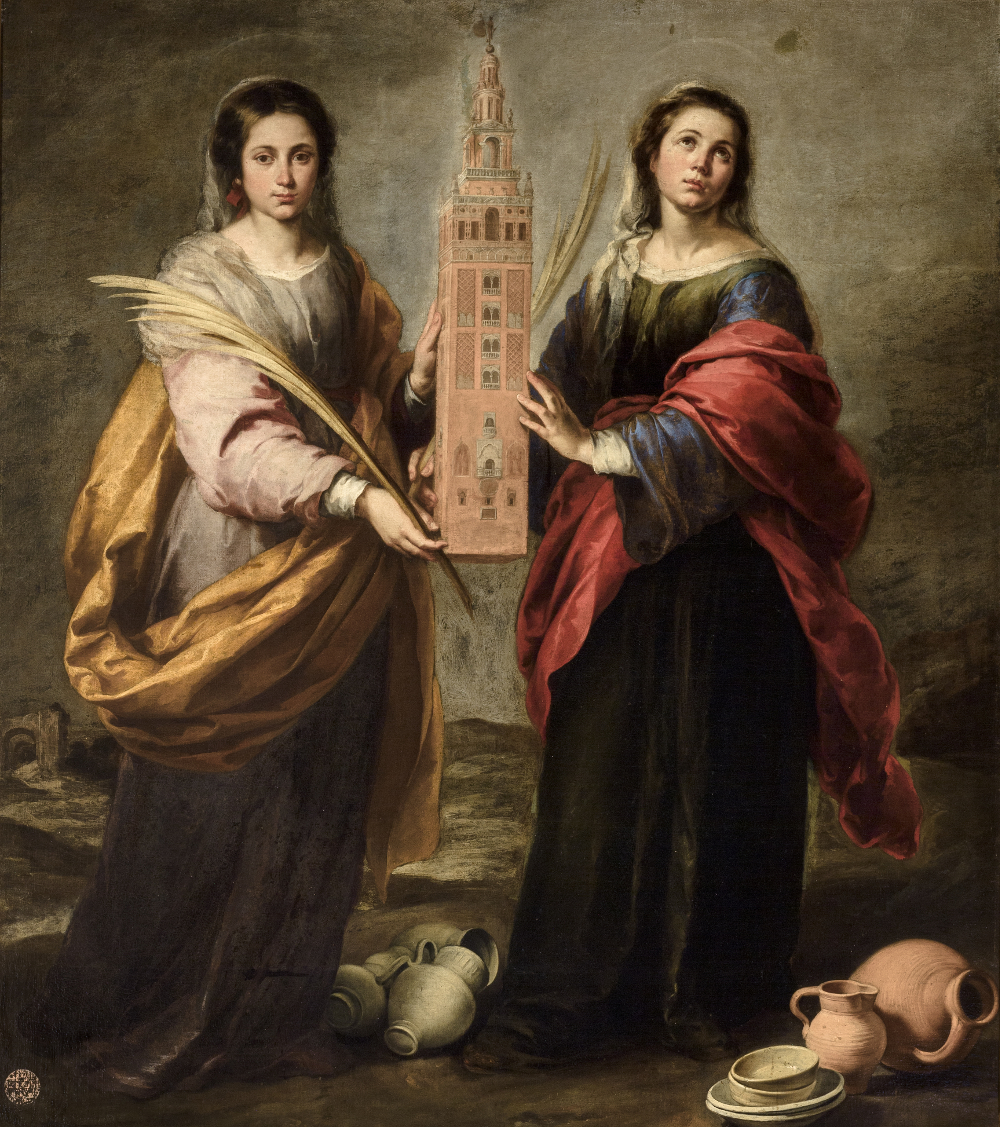
Santa Justa en Santa Rufina van Bartolomé Murillo
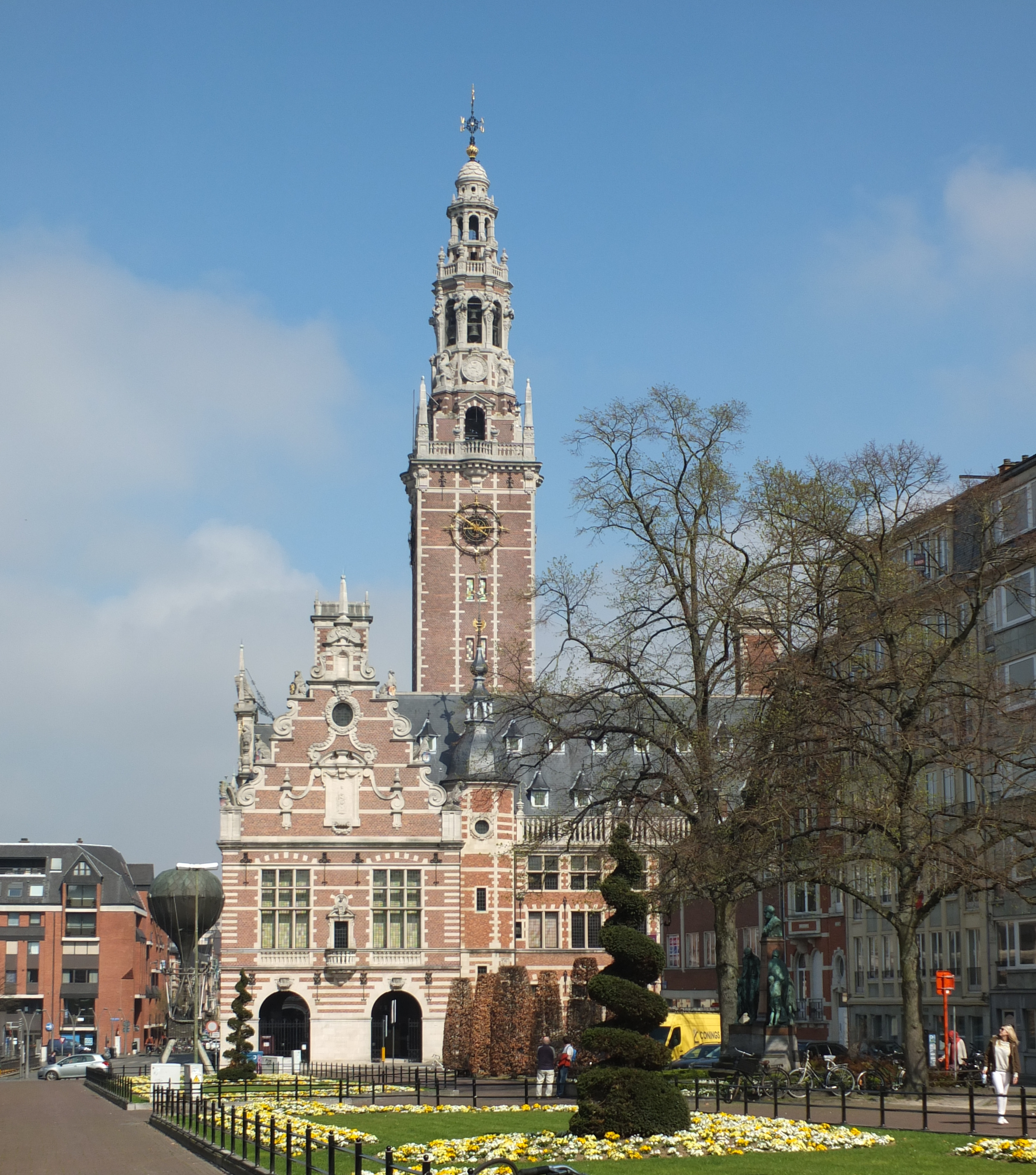
De Giralda als inspiratie: Universiteitsbibliotheek in Leuven
Toren van de Wrigley Building in Chicago

## Beklimmen
Om de Giralda te beklimmen dient een gecombineerde toegangskaart te worden gekocht voor de toren en de kathedraal.